# Leszármazási tábla

Leszármazási tábla

A leszármazási tábla a leszármazókat tünteti fel egy fa gráfszerű ábrán. Az egyéntől, mint őstől indul ki. Az összes női és férfi ági utódot feltünteti.
A leszármazás formáját genealógiailag határozzuk meg. A leszármazási tábla terjedelme a populáció és a nemzetség egyes ágainak életképességétől függ.
A leszármazási tábla a genealógiai táblák legbonyolultabb fajtája, mert a kiinduló egyén, illetve házaspár összes utódát tartalmazza, azaz mindazon személyeket feltünteti, akiknek közös az őse.
A leszármazási tábla készítésének kétféle módja lehetséges. Az első a férfiági vezetéknév vizsgálata, mely során a leszármazási tábla csak a fiúk utódait, illetve a lányok házasságon kívüli utódait tünteti fel. A másik módszer a fiú- és lányutódok vizsgálata, függetlenül a vezetéknévtől.
A leszármazási tábla áttekintést ad a családon belüli genealógiai kapcsolatokra. Összeállítása gyakran időigényes és bonyolult feladat, mivel akár több ezer egyént is tartalmazhat. Gyakran ábrázolják fa (családfa) formájában, amikor a kiinduló személyt vagy házaspárt a fa gyökerénél tüntetik fel.
Ezenkívül számos modern ábrázolásmódja is van, mint pl. a kördiagram, melyek némileg kiküszöbölik azt a hátrányt, hogy az egyre újabb generációknak egyre kevesebb hely jut a családfán.